# Convento dei Cappuccini (Savona)
Il convento dei Cappuccini è un complesso di edifici religiosi situato su una altura nella cittadina ligure di Savona ed è retto dai frati dell'Ordine dei Frati Minori Cappuccini.

## Storia
Il convento fu fondato nel 1539 sul luogo ove sorgeva già una chiesetta dedicata a San Giuseppe ed ampliato nel 1610. Con le soppressioni napoleoniche del 1810 il convento fu abbandonato per ritornare ai frati nel 1816 in condizioni pessime. Nel 1866 i frati furono nuovamente scacciati e il complesso divenne proprietà comunale. Per interessamento di fra Diego da Santa Giulia e magnanimità di molti benefattori, il convento ritornò definitivamente ai Cappuccini nel 1894. Intorno al 2015 la chiesa si trovava ormai quasi totalmente inutilizzata con pochi cappuccini rimanenti nella struttura. Il convento vanta anche un vecchio campo da calcio, da tempo rimasto inutilizzato, ma da qualche anno riscoperto e frequentato da decine di  giovani ragazzi, capaci di essere gli artefici di un vero e proprio team, che in onore all'ordine del convento prende il nome di "F.C. Cappuccini". Una squadra di amici, tutti uniti non solo dalla passione comune per il calcio, ma anche dalle originali divise blu e granata create ad hoc per identificare i componenti del team.

## Architettura
Il convento si sviluppa attorno a due piccoli chiostri attigui. La chiesa attuale è frutto di un ampliamento successivo e si presenta a navata unica con volta a botte. Il refettorio trova luogo nella chiesa originaria, mentre una cappella invernale è stata allestita in quella che un tempo era la cisterna dell'acqua. Nel convento sono conservate alcune tele seicentesche. Il complesso è circondato da un ampio terreno coltivato e da un bosco alle sue spalle. In diversi punti si può godere di una suggestiva vista sulla città e sul mare.